# フィリップ・マーダーターナー
フィリップ・マーダーターナー（ドイツ語：Philipp Maderthaner、1981年8月6日 - ）はオーストリアの起業家、各種キャンペーンとプレゼンテーションの専門家、 選挙プランナーでもある。
2012年、ウィーンとベルリンにキャンペーン・ビューローという名称を持つ企業を設立した。2019年、マーダーターナーはウィーンにビジネスグラディエータース有限会社を設立した。2017年の オーストリア国民議会選挙において、オーストリア国民党(ÖVP)を勝利に導いた選挙プランナーとして、マーダーターナーは若手政治家のセバスティアン・クルツをオーストリア首相にした功労者と見なされた。

## 人物
マーダーターナーはウィーン大学で国際経営学を専攻した。
2004年から2011年の間、オーストリア国民党(ÖVP)の地方と国政レベルの選挙担当者として責任を担った。2011年に彼は政党組織から外れ、2012年4月にオーストリアに初めてのキャンペーン専門エージェンシーであるキャンペーン・ビューロー社を設立した。その企業活動において、アメリカの草の根民主主義運動からインスピレーションを得た方法論があった。2013年、キャンペーン・ビューロー社はバラク・オバマ大統領を誕生させたアメリカ合衆国の選挙関連テクノロジー企業ブルー・ステイト・デジタル 社と提携した。同年、マーダーターナーはアメリカ合衆国で発行されている選挙プランナー向け デジタル雑誌であるCampaigns & Electionsから「RISING STAR AWARD」を受賞した。キャンペーン・ビューロー社は2016年にReed Awardsも受賞している 。
2017年 オーストリア国民議会選挙で躍進したオーストリア国民党(ÖVP)の選挙キャンペーンの責任者であったマーダーターナーは、ドイツの高級紙ディー・ツァイト(Die Zeit)やオーストリアの高級紙プレッセからセバスティアン・クルツをオーストリア首相にした功労者であると見なされた。
2018年、国際的会計事務所のアーンスト・アンド・ヤングよりオーストリアの最優秀起業家としてEYアントレプレナー・オブ・ザ・イヤーに選ばれた。
2019年秋、起業家支援を目的として、マーダーターナーはビジネスグラディエータース有限会社を設立した。変化の激しい時代であっても、起業に成功するために支援するための事業である。そこでは知的トレーニング、エンパワーメント(能力開花)、起業に関するオンライン・プラットフォームを構築する形で事業が展開されている。

## 受賞歴
- 2014年: アメリカ合衆国のCampaigns & Elections誌より、Rising Star Award を受賞。
- 2018年: 国際的会計事務所 アーンスト・アンド・ヤング よりEYアントレプレナー・オブ・ザ・イヤーを受賞。